# Circuito cittadino dell’EUR
Der Circuito cittadino dell’EUR ist ein temporärer Stadtkurs für Rennen der FIA-Formel-E-Meisterschaft in Rom. Er liegt etwa 7 km südlich des Stadtzentrums von Rom im Geschäfts- und Wohnviertel des Esposizione Universale di Roma. Auf ihm findet seit 2018 der Rom E-Prix statt.

## Geschichte
Bereits 1985 und 2009 gab es Pläne eine Runde der Formel 1 auf einem Stadtkurs in Rom abzuhalten.
Am 14. April 2018 fand im Rahmen der Saison 2017/18 erstmals ein Lauf auf dieser Strecke statt. Diese Strecke war zunächst 2,849 km lang und wies 21 Kurven auf.
Am 3. Februar 2021 wurde ein neues und längeres Layout für die Strecke bekannt gegeben. Dieses weist eine Länge von 3,385 km und 19 Kurven auf und ist damit der zweitlängste Kurs der bislang in der Geschichte der Meisterschaft zum Einsatz kam. Außerdem wurden sowohl die Start- als auch die Zielgerade geändert. Dieses Layout bietet längere und schnellere Geraden, um die Überholmöglichkeiten zu verbessern.

## Streckenbeschreibung
Der Kurs führt über öffentliche Straßen im Esposizione Universale di Roma (EUR), das ab 1938 für die geplante Weltausstellung 1942 errichtet wurde. Er verläuft gegen den Uhrzeigersinn und besteht aus 21 Kurven.
Die Strecke beginnt auf der Piazza John Kennedy, biegt dann nach rechts auf die Viala della Pittura ab, bevor sie vor dem LunEur Park wieder nach links auf die Viale dell’Industria abbiegt, wo sie dann eine Links- und eine Rechtskurve beschreibt. Anschließend biegt sie 90° nach links auf die Viale della Tre Fontane ab, bevor sie erneut 90° nach links auf die Via dell’Agricoltura abbiegt. Nach einer Rechts- und einer Linkskurve biegt sie erneut nach links auf die Viale della Civiltà del Lavoro ab, dann links auf die Via Cristoforo Colombo. Hier führt sie am Piazza Guglielmo Marconi mit dem Obelisco di Marconi vorbei, bevor sie auf Höhe der Viale Europa eine Haarnadelkurve beschreibt und auf der anderen Seite der Via Cristoforo Colombo zurückführt. Dann biegt sie vor dem Museo Nazionale dell’Alto Medioevo nach rechts auf die Via Asia ab, kurz danach wieder nach links auf die Via Stendhal. Hier folgen dann eine Links-Rechts- und eine Rechts-Links-Schikane, bevor die Strecke dann vor dem Palazzo dei Congressi nach links auf Via della Letteratura und dann erneut nach rechts auf die Piazza John Kennedy führt.

## Veranstaltungen
Zwischen der Saison 2017/18 und der Saison 2023 wurde bislang 5 mal der Rome E-Prix auf dem Kurs ausgetragen, lediglich unterbrochen von der Absage 2020 aufgrund der weltweiten COVID-19-Pandemie. 2019 gastierte die Jaguar I-Pace eTrophy im Rahmenprogramm der Veranstaltung.